# CW Близнецов
CW Близнецов (лат. CW Geminorum) — двойная затменная переменная звезда типа Алголя (EA) в созвездии Близнецов на расстоянии приблизительно 3 182 световых лет (около 976 парсек) от Солнца. Видимая звёздная величина звезды — от +13,6m до +12,3m. Орбитальный период — около 1,6781 суток.

## Характеристики
Первый компонент — белая звезда спектрального класса A2. Радиус — около 2,05 солнечных, светимость — около 8,229 солнечных. Эффективная температура — около 6822 К.
Второй компонент — жёлтый субгигант спектрального класса G9IV.